# Juga2
Juga2 fue un programa de concursos chileno transmitido por Televisión Nacional de Chile, emitido entre 2013 y 2015 y presentado por José Miguel Viñuela. El programa cuenta con un capitán en cada equipo.
La primera temporada fue transmitida los días viernes, empezando el 19 de abril de 2013 y transmitido en formato de alta definición por TVN HD. El horario de transmisión es a las 22:30 que es la franja de horario central, tras del noticiero 24 horas central. La segunda temporada se emitió durante 2014 y la tercera en 2015. La serie actualmente no se transmite y su conductor, José Miguel Viñuela, sale de TVN en 2015.

## Formato
Formato creado por José Antonio Edwards, mismo productor ejecutivo a cargo del también exitoso Calle 7 de Chile. 
Dos equipos de famosos se enfrentan a espectaculares y entretenidos concursos donde pondrán a prueba toda su destreza, talento y pasión para cumplir el anhelo de un chileno, con el fin de ganar hasta 25 millones de pesos. Cuatro juegos por capítulo, cada juego por un premio en dinero. El equipo que acumule más dinero podrá aspirar a ganar el premio de 25 millones de pesos chilenos (casi 40 mil dólares). En caso de no ganar el premio, se lleva el monto que alcanzó a acumular durante su participación.

## Temporadas
|  | Temp. | Episodios | Inicio              | Fin                      | Presentador         | Capitanes                              |
|  | ----- | --------- | ------------------- | ------------------------ | ------------------- | -------------------------------------- |
|  | 1     | 36        | 19 de abril de 2013 | 20 de diciembre de 2013  | José Miguel Viñuela | Javiera Acevedo Fabricio Vasconcelos   |
|  | 2     | 14        | 13 de junio de 2014 | 12 de septiembre de 2014 | José Miguel Viñuela | María Luisa Godoy Juan José Gurruchaga |
|  | 3     | 8         | 2 de enero de 2015  | 20 de febrero de 2015    | José Miguel Viñuela | María Luisa Godoy Juan José Gurruchaga |

### Juegos
| - Vuelta y vuelta - Silla hot - Mimo musical - El juego de la verdad - Tembleque - Dulce y travesura - Versus - El Muro - Versus de humor - Rompe y paga - ¿Qué tienen en común? - Pieza Oscura - Saca y Pone - Arriba de la pelota - Máxima Tensión - Precisión atómica - La bóveda - El Pentágono - Reventa2 - El Baño | - Arrastra2 - La Banda - Laberinto - Pasarela - Memorice - Sin Palabras - El Circo - Disparo Final - Come que te Pillo |

## Juga2 en el mundo
| País    | Nombre / Página Web oficial | Canal   | Capitanes                      | Animador        |
| ------- | --------------------------- | ------- | ------------------------------ | --------------- |
| Bolivia | Juga2                       | Red UNO | Eliana González Sebastián Putz | Carlos Rocabado |